# 石井好子
石井 好子（いしい よしこ、1922年8月4日 - 2010年7月17日）は、日本のシャンソン歌手、エッセイスト、実業家（芸能プロモーター）。日本シャンソン界の草分けであり、半世紀以上に亘り牽引し続けた業界の代表・中心人物として知られている。日本シャンソン協会初代会長。東京都出身。東京府立第六高等女学校（現・東京都立三田高等学校）卒業、東京音楽学校声楽専科卒業。

## 来歴

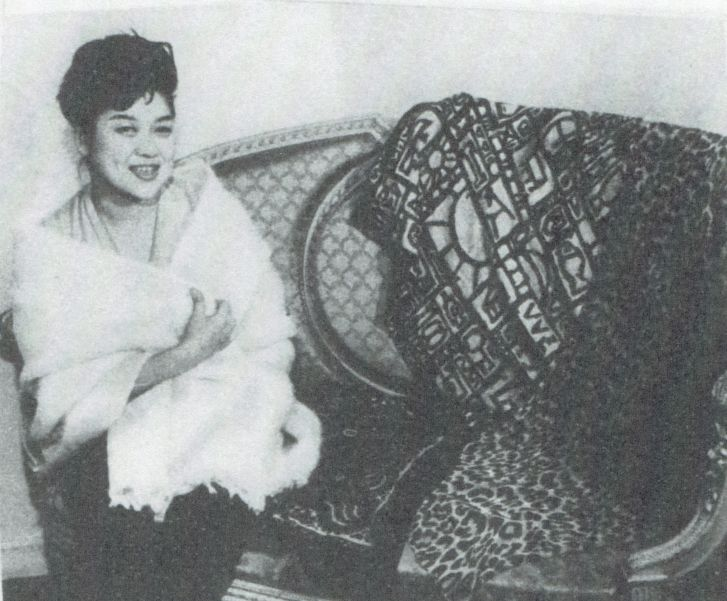
婦人之友社『婦人之友』第54巻第9号（1960年）より

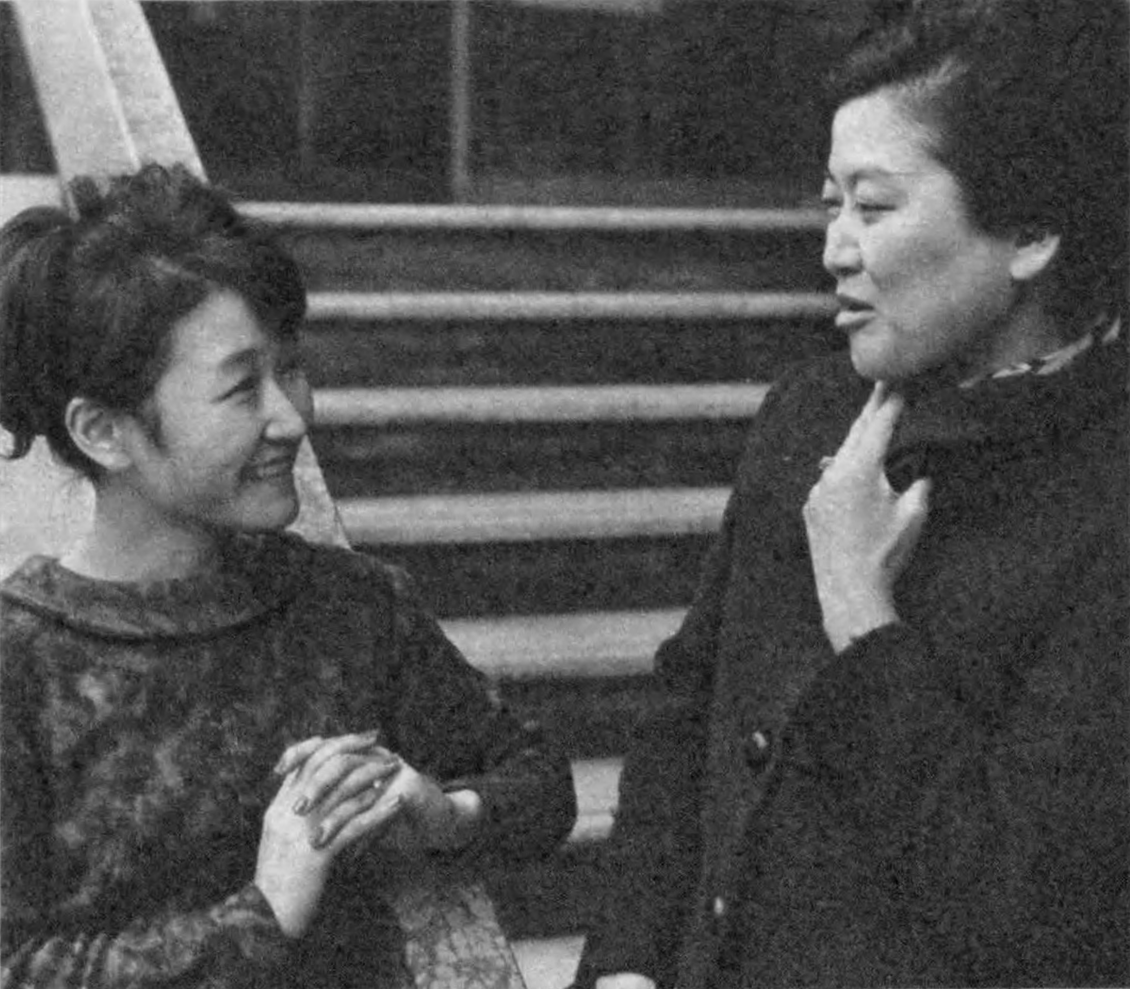
加藤登紀子と石井（1966年）

政治家・石井光次郎の次女として生まれ、母の勧めにより6歳からピアノを習う。ただ、歌は好きだがピアノは好きになれなかったという。ピアノを教えていた岡本たま（音楽家岡本敏明の妻）は、そんな好子にピアノを無理強いすることなく、ただ好きな歌を歌うよう勧めた。東京音楽学校では主としてドイツ歌曲を学んだ。同校を卒業して、1945年にジャズ歌手となった。渡辺弘とスターダスターズの専属歌手などを務めたのち、サンフランシスコでの留学を経て1952年に渡仏し、パリでシャンソン歌手としてデビュー。サンフランシスコ時代に、遊びにいったホテルのバーで偶然ジャズ界の重鎮ルイ・アームストロングと出会い、そのホテルのステージで共演したことがある。サンフランシスコでは、ジョセフィン・ベーカーとも共演している。
パリで義兄の妹の朝吹登水子と同居中にフランスの童謡に興味を持ち帰国後もフランス語で歌っていたが、1959年にダークダックスとのレコード企画でフランス語の原曲『J'ai perdu le do de ma clarinette（クラリネットのドが出ない）』に石井が日本語詞を付け『クラリネットをこわしちゃった』として収録された。「オ パキャマラド（Au pas, camarade）～」の部分はフランス語のまま残したが、これについて「リズムに乗ったフランス語で歌う方が楽しいと思ったから」と語っている。
1961年に石井音楽事務所を設立し、裏方に回る。岸洋子、芦野宏、加藤登紀子、田代美代子、ザ・フィンガーズなどのマネージメントを行ったが（加藤、田代は自身主催のコンクール出身である）、ソ連の赤軍合唱団の招聘公演の失敗などから赤字がかさみ、1977年に廃業。その後は歌手としての活動を再開し、1988年には日本人として初めてシャンソンの殿堂とされるパリのオランピア劇場の舞台に立った。1991年には日本シャンソン協会を設立し会長に就任。2002年より神戸大使を務めた。
エッセイストとしても知られ、1963年に上梓した処女作『巴里の空の下オムレツのにおいは流れる』は日本エッセイスト・クラブ賞を受賞しベストセラーとなった。食通として知られ、『料理の鉄人』にはたびたび審査員として出演した。
晩年まで歌手・エッセイストとして活躍し、2010年7月17日、肝不全のため死去。87歳没(享年88歳)。戒名は「彩光院慈照好音大姉」。8月26日に東京・帝国ホテルでお別れの会が行われ約1000人が参列した。加藤登紀子は「歌手としてのABCを教えて下さった。ハイヒールで天国のステージに上がり歌い続ける石井さんを思い描いていたい」と偲んでいる。墓所は青山霊園。

## 備考
- 趣味は水泳。1987年に開催されたマスターズ水泳台湾大会50m平泳ぎで大会新記録で優勝している[7]。東京五輪水泳日本代表でタレントの木原光知子とは友人で、木原の葬儀では弔辞を読んだ[8]。
- 俳優の中原丈雄の名付け親である。
- 酒を飲むと無性に料理がしたくなる欲求に駆られ、「あなたは料理上戸ですね」と人から指摘されるほどであった[9]。

## 親族
- 元逓信大臣で日本鉱業創業者の久原房之助は母方の祖父である。
- 衆議院議長、日本体育協会会長などを務めた石井光次郎は父である。
- 大隈信幸と五島昇は叔父にあたる（母の妹たちの夫）。
- 兄弟姉妹に朝吹京、石井公一郎、石井大二郎（昭和海運社長）がいる。
- 朝吹三吉は義兄（姉の夫）で、その妹の朝吹登水子・由紀親子とは石井が渡仏していて以降、パリ在住の日本人・遠戚ということから付き合うようになり、後には同居し3人で暮らした時期もあった。石井が日本へ帰国した後も親交は変わらず、その関係は登水子・由紀の二人が亡くなるまで約半世紀に亘った。その様子は石井、朝吹登水子双方の随筆などでも紹介されている。仏語学者で詩人の朝吹亮二は甥にあたる。
- 28歳のときに、東洋精糖などの経営に携わった実業家・日向利兵衛の息子、日向正三（コーネル大学卒）と結婚（のちに離婚）。日向がオーナーで森山久（森山良子の父）がリーダーのジャズ・バンド「ニュー・パシフィック・バンド」でボーカルを務めていた[10]。
- 再婚した夫・土居通夫（プリジストン液化ガス、三井液化ガス常務）とは小学校の同級生で、1962年に佐藤栄作の媒酌で結婚し、1980年に死別した。通夫は東大経済学部、土浦海軍航空隊を経て、戦後読売新聞社に入社、ニューヨーク特派員、佐藤栄作の番記者などを務めた。[11]
- 映画監督の土居通芳は義弟（石井の夫の土居通夫の弟）にあたる。

## 主な著書
- 女ひとりの巴里ぐらし（鱒書房コバルト新書、1955年）、新版・河出文庫、2011年
- 巴里の空の下オムレツのにおいは流れる（暮しの手帖社、1963年）、河出文庫、2011年、新版2024年
- 思い出はうたと共に（人文書院、1980年）、「人間の記録」日本図書センター、2012年
- レクイエム涙（文藝春秋、1983年、文春文庫、1986年）
- 装歌―マイ・ソング マイ・コスチューム（講談社、1985年）
- 東京の空の下オムレツのにおいは流れる（暮しの手帖社、1985年）、河出文庫、2011年、新版2024年
- いつも夢をみていた（「女の自叙伝」婦人画報社、1988年）、河出文庫、2020年
- すべて歌にこめて―シャンソンと私（文化出版局、1989年）
- 限りない想いを歌に―私の履歴書（日本経済新聞出版、1991年）
- 私は私（岩波書店、1997年）
- さようなら私の二十世紀（東京新聞社出版局、1999年）
- さよならは云わない（暮しの手帖社、2005年）
- 石井好子のヨーロッパ家庭料理（河出書房新社、新装版2021年）

以下は新編・文庫
- 料理の絵本 完全版（水森亜土絵、新版・文春文庫、2012年）
- いつも異国の空の下（河出文庫、2012年）
- バタをひとさじ、玉子を3コ（河出文庫、2014年）
- 私の小さなたからもの（河出文庫、2015年）
- 人生はこよなく美しく（河出文庫、2016年）
- パリ仕込みお料理ノート（文春文庫、改版2016年）

## 主な受賞歴
- 第11回日本エッセイストクラブ賞（1963年）
- 紫綬褒章（1987年）
- 東京都文化賞（1990年）
- 第32回日本レコード大賞・特別賞（1990年）
- 第50回日本レコード大賞・功労賞（2008年）
- 第52回日本レコード大賞・特別功労賞（2010年）
- フランス芸術文化勲章「オフィシエ章」（1971年）、「コマンドール章」（1992年）
- 勲四等宝冠章（1994年）

## 主な出演

### ラジオ
- トワ エ モア〜あなたと私〜（TOKYO FM）

### テレビ
- 日立ミュージックプレゼント 詩の灯（日本テレビ、1966年5月 - 10月） - 司会
- グレートマザー物語（テレビ朝日、2003年3月2日）

## NHK紅白歌合戦出場歴
| 年度/放送回               | 曲目         | 対戦相手 | 備考 |
| ------------------------- | ------------ | -------- | ---- |
| 1958年（昭和33年）/第9回  | ゴンドリエ   | 芦野宏   |      |
| 1959年（昭和34年）/第10回 | 小さな花     | 高英男   |      |
| 1960年（昭和35年）/第11回 | 黒いオルフェ | 芦野宏   |      |
| 1961年（昭和36年）/第12回 | 鐘よ鳴れ     | 林伊佐緒 |      |

当時はシャンソン全盛期で、対戦相手の芦野宏、高英男や、越路吹雪、中原美紗緒など多くのシャンソン歌手が出場した。